# Katarina norra skola

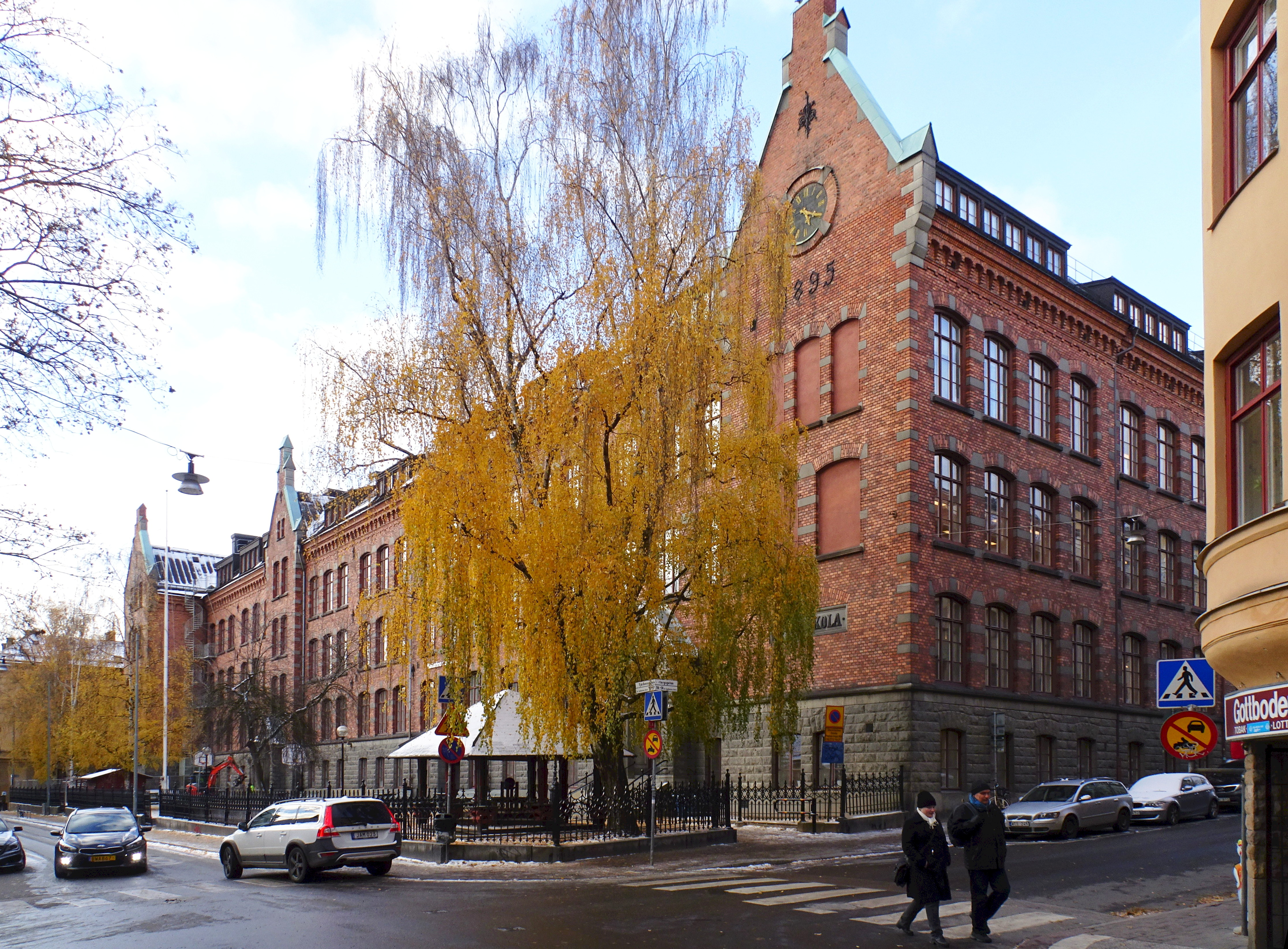
Katarina norra skola, fasaden mot Tjärhovsgatan, november 2016

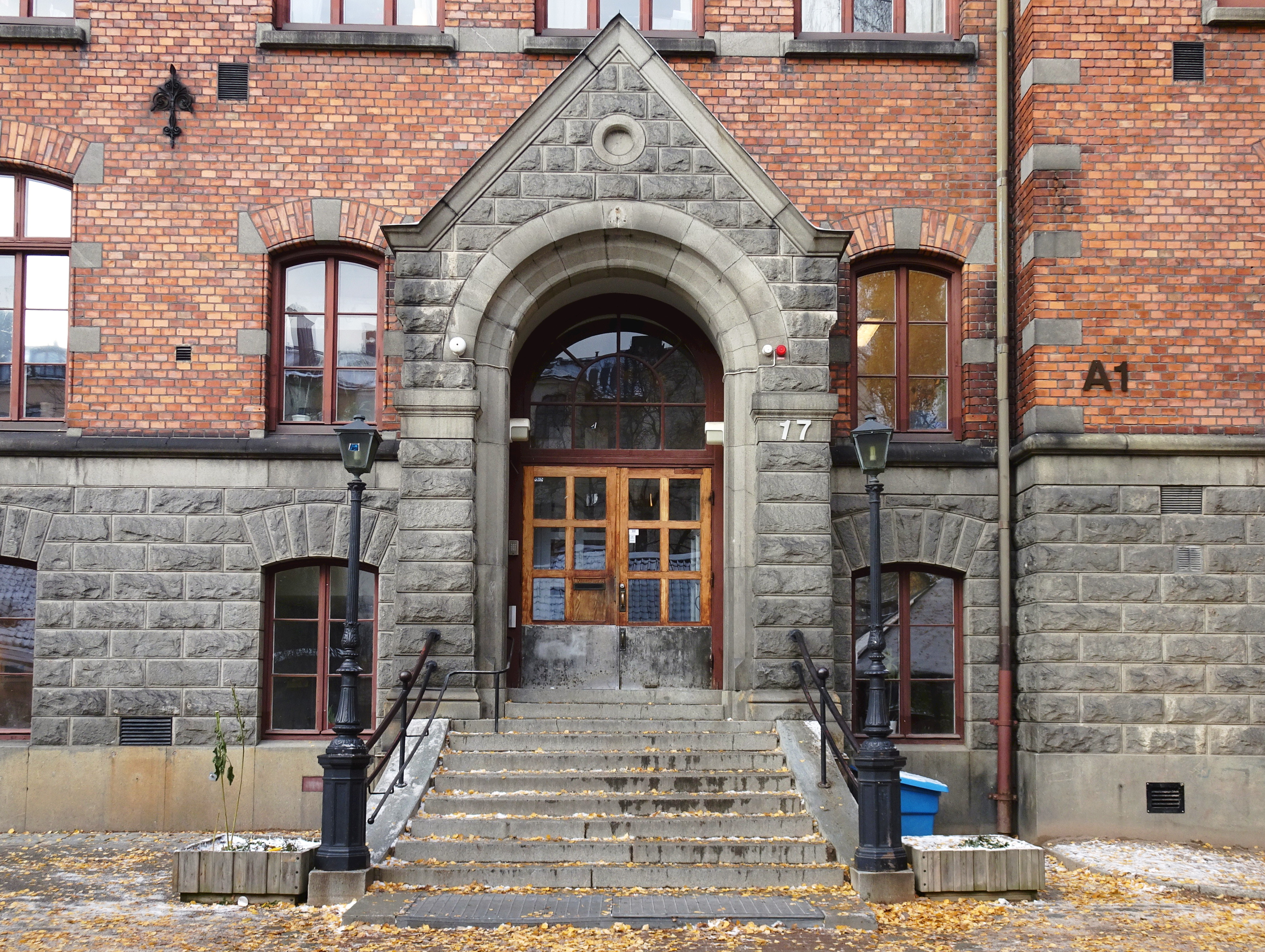
Huvudporten.

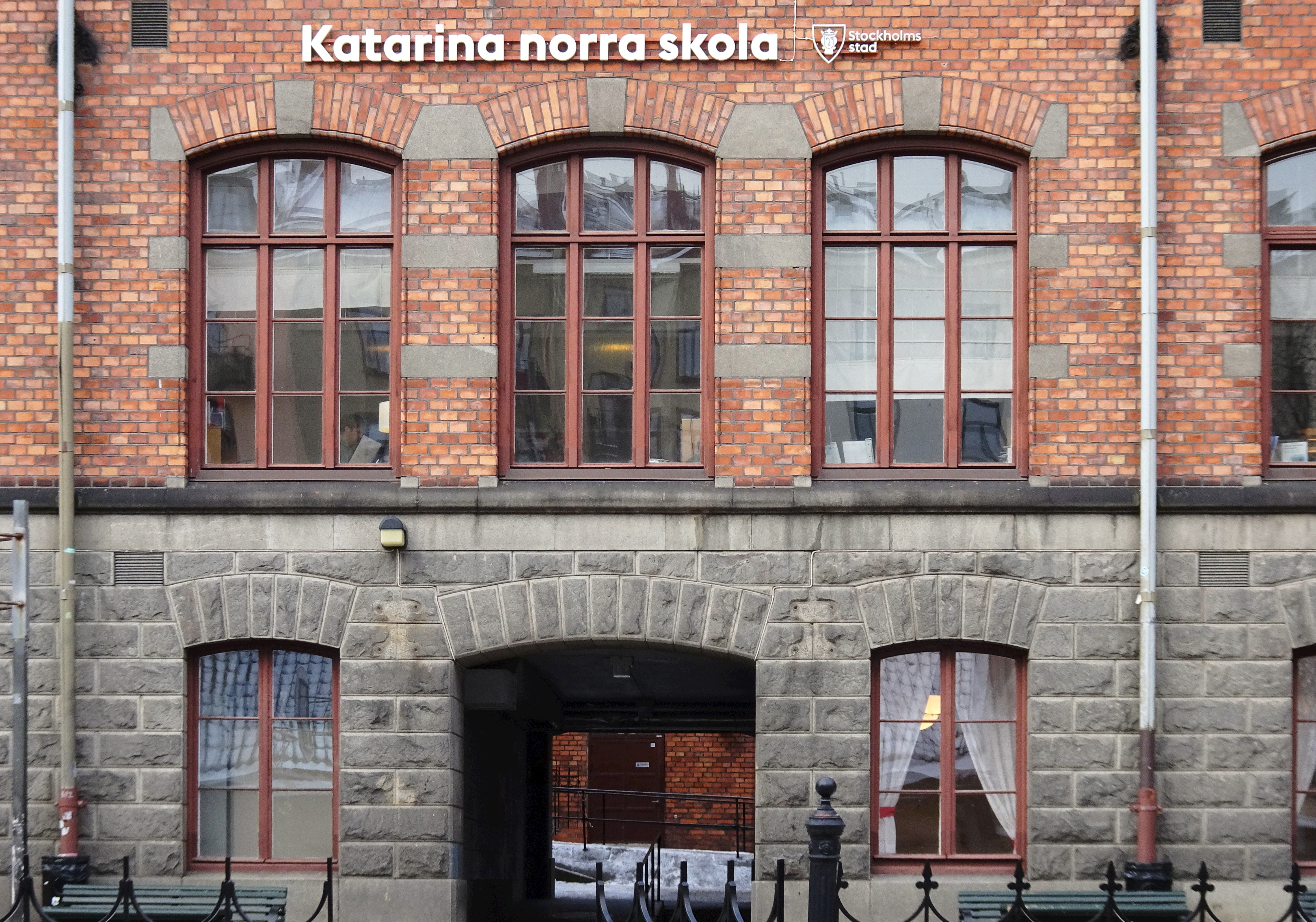
Fasaddetalj.

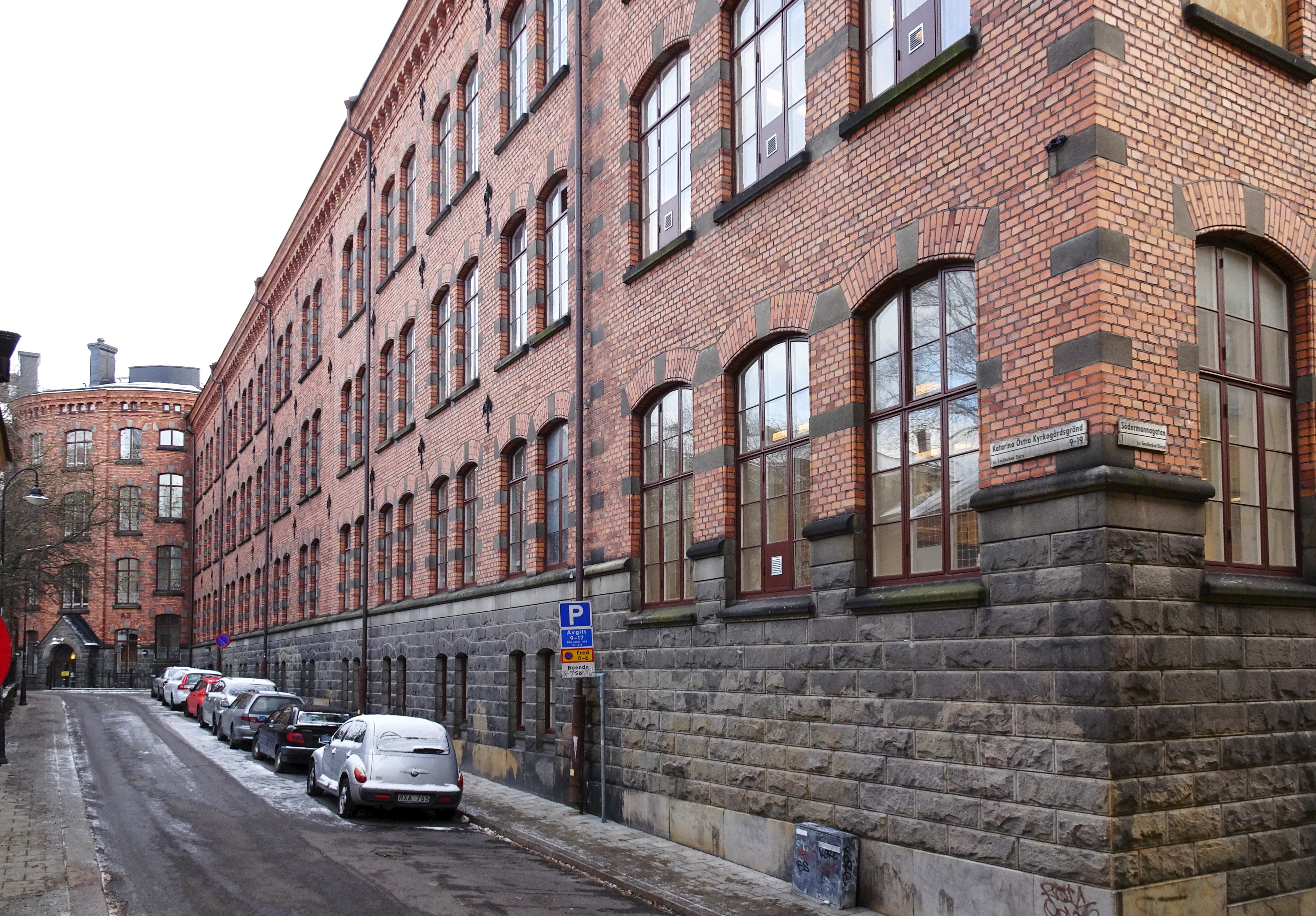
Fasaden mot Katarina östra kyrkogårdsgränd.

Katarina norra skola är en kommunal grundskola belägen vid Tjärhovsgatan 15-17 på Södermalm i Stockholm. 

## Historik
Skolan uppfördes 1895 efter arkitekten A W Bergströms ritningar och invigdes samma år som Katarina norra folkskola. Den imponerande byggnaden i fyra våningar karakteriseras av sin arkitektur med fasader i rött murtegel och en hög sockel av huggen natursten. För dagsljus i skolsalarna sörjer höga fönster som även belyser de långa korridorerna. Bergström stod också för den arkitektoniska utformningen av Katarina södra skola som dock utmärks av putsade fasader.

## Verksamhet
Katarina norra har omkring 700 elever, och är en så kallad F-9 skola med undervisning från förskola till årskurs 9. Personalstyrka är cirka 90 personer. Skolan bruka kallas "Knorra" av eleverna och lärarna.